# 苏东庄
苏东庄（1932年—2025年1月30日），男，福建漳州人，中国人工智能专家，中国计算机事业60年杰出贡献特别奖获得者。曾任北京信息工程学院副院长，中国中文信息学会副理事长，第八届全国政协委员。